# Дубовка (Саратовская область)
Дубовка — село в Красноармейском районе Саратовской области, в составе Золотовского муниципального образования.
Население — 372 чел. (2010).

## История
Дата основания не установлена. Во второй половине XIX века село относилось к Золотовской волости Камышинского уезда Саратовской губернии. Жители — бывшие удельные крестьяне, великороссы, православные и старообрядцы (поморцы и спасовцы). В 1886 году земельный надел общества составлял 2073 десятины удобной (пашни — 1642) и 982 неудобной земли. Первоначально село располагалось в 5 верстах от современного места при речке Дубовочке, перенесено на новое место в 1845—46 годах.
С 1922 по 1941 год село относилось к Золотовскому кантону Трудовой коммуны, с 1923 года — АССР немцев Поволжья. С 1941 по 1960 — к Золотовскому району Саратовской области. В составе Красноармейского района — с 1960 года.

## Физико-географическая характеристика
Село находится в лесостепи, в пределах Приволжской возвышенности, являющейся частью Восточно-Европейской равнины, на берегу Волгоградского водохранилища, к востоку от устья балки Дубовский овраг. Высота центра населённого пункта — около 30 метров над уровнем моря. В границах села местность имеет значительный уклон с севера на юг, местами отвесно обрываясь к берегу водохранилища. Почвы тёмно-каштановые.
Автомобильной дорогой с твёрдым покрытием Дубовка связана с административным центром муниципального образования селом Золотое (13 км). По автомобильным дорогам расстояние до областного центра города Саратова составляет 120 км, до районного центра города Красноармейска — 51 км.
Климат
Климат умеренный континентальный (согласно классификации климатов Кёппена — Dfa). Многолетняя норма осадков — 391 мм. Наибольшее количество осадков выпадает в июне — 42 мм, наименьшее в марте — 22 мм. Среднегодовая температура положительная и составляет + 7,1 °С, средняя температура самого холодного месяца января −9,6 °С, самого жаркого месяца июля +23,1 °С.
Часовой пояс
Дубовка, как и вся Саратовская область, находится в часовой зоне МСК+1. Смещение применяемого времени относительно UTC составляет +4:00.

## Население
Динамика численности населения по годам:
| 1860 | 1886 | 1891 | 1897 | 1911 | 1926 | 1987 | 2002 |
| ---- | ---- | ---- | ---- | ---- | ---- | ---- | ---- |
| 718  | 1028 | 1068 | 1045 | 1190 | 1101 | ≈430 | 352  |

| 2002 | 2010 |
| ---- | ---- |
| 354  | ↗372 |

### Известные жители
- Волков, Леонид Андреевич (Зимнюков; 1893—1976) — театральный режиссёр, Народный артист РСФСР (1945), лауреат Сталинской премии (1946).